# 木更津キャッツアイ
『木更津キャッツアイ』（きさらづキャッツアイ）は、2002年1月18日から3月15日までTBS系「金曜ドラマ」枠（毎週金曜日22:00 - 22:54、JST）で放送されたテレビドラマ。脚本は宮藤官九郎。主演は岡田准一。
後に2度映画化された。映画については別項で詳述。

## 概要
ドラマ内容
千葉県木更津市を舞台に、高校時代のクラスメートで同じ野球部所属だった5人組が、昼は草野球チーム「木更津キャッツ」でのプレーや地元遊びに興じ、夜は怪盗団「木更津キャッツアイ」として珍騒動を巻き起こす。
本作は1話を野球の試合になぞらえており、表と裏の二部構成になっている。メインストーリーの裏で何が起きていたのかを巻き戻して説明したり、哀川翔や氣志團などを実名の役で登場させたり、30pプログレッシブカメラを使用したりする（当時通常のテレビドラマでは60iインターレースカメラが使用されていたが、30pプログレッシブカメラによって映画に近い質感になった）などさまざまな工夫を凝らした。撮影は実際に木更津市で行われており、ドラマファンがロケ地を訪れるようになった。
全放送回の平均視聴率は10.1 %であったが、深夜の再放送の方が視聴率が良かった。DVD販売数はテレビドラマとしては異例の50万セット超を記録し、これが後の映画化に繋がった。
背景
1997年に東京湾アクアラインが開通し、都内まで1時間30分程度を要していた木更津市は川崎市と十数分で結ばれることになった。しかしながら、普通車で通常3,000円（開通時は4,000円）という高額な通行料が妨げとなり、首都圏のベッドタウンとなるという行政の思惑は外れ、他方、休日の買い物客は京浜地区に流出し、木更津駅前の商店街の衰退を招くという皮肉な結果となった（ストロー効果）。ドラマには評論家の大塚英志が「木更津現象」とも呼ぶ、大都会周縁部の“田舎”で暮らす、あるいは暮らすしかない若者たちの鬱屈した思い、やるせない気分が込められている。
ドラマの登場人物でいえば、主人公のぶっさんは21歳に至るまで木更津を一歩も出たことがなく、モー子は第4回にして初めて渋谷を訪れている。一方で、アニの弟・純や中学時代の同級生・リトル山田ら素質のある者は“陸の孤島”木更津を抜け出てプロ野球選手となる。またキャッツアイのメンバーで唯一の大学生・バンビは都内の大学に通っている（後に地元エリートとして木更津市役所に就職する。）。このように学業やスポーツの才ある者は次々と都内へ流出していく中で、停滞・衰退する木更津に取り残された、時にヤンキーとも呼ばれる凡庸な若者たちの劣等感と地元愛、都会へのひそかなあこがれと反発、数少ない風俗店や周囲の異性は幼なじみや顔見知り、誰かの元恋人ばかりという限定状況ゆえに発散しきれない性欲、義侠心と背徳心がちりばめられた、無意味な方言交じりの会話がドラマの魅力となっている。
登場人物たちの泥臭い人物像、会話、エピソードを、都会の視聴者は未知の“おかしみ”と取り、大都会周縁部および地方の視聴者は既知の親近感あるいは一種自虐的な懐旧感を覚えたのが、ドラマヒットの一因と思われる。この種のヒット図式はドラマに先行する氣志團と似ており、“大いなる田舎”宮城出身で脚本家の宮藤の面目躍如たる秀作となっている。

## 登場人物・キャスト

### 木更津キャッツアイ
ぶっさん（田渕 公平）
演 - 岡田准一（当時V6）
主人公。木更津第二高校野球部元キャプテンで正捕手。キャッツのキャッチャー。草野球の背番号は「2」、怪盗団の背番号は「1/2」（余命半年であることから）。
木更津キャッツアイの事実上のリーダー。ドラマの冒頭で21歳にして悪性リンパ腫で余命半年だと宣告される。劇中で何度か倒れるが、なんやかんやでしぶとく生き残っている。病気や家族、交友関係など様々なことで思い悩むも「普通」に生きることを選び、キャッツアイのメンバーと共に野球やビールや泥棒に明け暮れる日々を過ごす。
実家の理髪店「バーバータブチ」を手伝っており、腕もセンスも確かで研究熱心。野球マンガとVシネマをこよなく愛しており、哀川翔の大ファン。たまに出る不敵な笑みは「Vシネスマイル」と呼ばれており、「負ける気がしねぇ」が決めゼリフ。蟹アレルギーを持っており食べることができない。また、劇中終盤で東京に行くまで木更津から一歩も外に出たことがなかった。
仲間や家族思いであるが普段はなかなか素直になれず、怒りっぽくなってしまう。ただ、公平の優しさは誰もが認めている。その一方、ポリシーが強い割に繊細な性格で他のメンバーからは「面倒くさいヤツ」と思われている。普段は硬派を装うが、根はスケベでいざとなると野獣そのもの。また音楽のノリが悪く、第7回や『ワールドシリーズ』で仲間からダメ出しされている。第1回では病院の処方箋を持ってドラッグストアに薬をもらいに行き、店員に「ここには置いてません」と言われても「薬局だろ!?」と理解していなかった。吸っている煙草の銘柄はマールボロ・メンソール。
恩師の浅田美礼は憧れの存在で、なにかと気にかけている。だが感動性で惚れっぽい性格、そして一時の性欲のせいで、モー子やアサリとも良い雰囲気になる。
バンビ（中込 フトシ）
演 - 櫻井翔（嵐）
木更津第二高校野球部元エースで4番。キャッツのピッチャー。草野球の背番号は「1」、怪盗団の背番号は「0」（童貞であることから）。
実家は呉服店（中込呉服店）で普段着は着物。キャッツアイ唯一の大学生で、木更津から都内の大学に通う。良くも悪くも「普通」。イケメンでモテるが、恋愛に関して純情かつ奥手で一途な性格故に童貞。バンビというあだ名も未経験であること（＝子鹿）に由来する。
当初は高校最後の県大会決勝でのミスプレーを巡り、ぶっさんと3年ほど険悪な状態だった。付き合いが悪くスカした態度をとっていたため仲間内から孤立していたが、ぶっさんの余命を知ったことやキャッツアイの結成によりメンバーとの友情や信頼を取り戻す。以降は打って変わって明るくなり、ぶっさんの病状を気にかけつつ仲間と一緒に遊んでいる。キャッツアイではブレーン役。
高校時代からずっとモー子に思いを寄せていたが、格好つけたがる性格とモー子と正反対の都会志向、そしてモー子から「重い」と言われる恋愛観が災いしてすれ違いが続く。しかし“ミスター木更津”に選ばれたことを機にモー子から惚れられ、晴れて交際をスタートさせる。
うっちー（内山 はじめ）
演 - 岡田義徳
キャッツのショート。草野球の背番号は「6」、怪盗団の背番号は「?」（謎の人物であることから）。
木更津第二高校野球部OBであるが、留年しているためぶっさんたちより1歳上。しかも家庭環境などが一切不明かつ神出鬼没で、メンバーから気味悪がられていた。一人だけ車に乗せて貰えずに自転車で追走したり、自宅を探るため尾行されたり、数に入れられないどころか存在を忘れられているなど不遇な扱いを受ける。
初登場時はむさ苦しい長髪だったが、1回裏で公助に「男前にしてやるから」と言われ勝手にモヒカン刈りにされて以後トレードマークとなる。素行や言動は知的障害を思わせる天然キャラだが、恐ろしい強運（ただし大半が悪運）の持ち主で“裏”では一番活躍している。どもり性で日本語はたどたどしいが、英語は流暢でコンピューターの扱いに長けている。
年上であるにもかかわらず仲間からはぞんざいな扱いを受けているが、うっちーは非常に仲間想いで特にぶっさんに懐いて（？）いる。ぶっさんが薬を飲み忘れていることを指摘した際などは「さすがうっちー！」と称えられる。
ローズの大ファンで「木更津ホール」に通い詰めている。デートクラブ嬢だったミー子と関わったせいでエライ目に遭うが、助けようと奮闘したことから交際に発展する。氣志團の早乙女光とは同級生で仲が良かった。第8回で自宅が船であり、両親と幼い兄弟がいることが発覚する。
ドラマ版では下の名前が不明だったが、『ワールドシリーズ』で「はじめ」だと判明した。第6回ではダクト内から潜入する際に「うっ、うっ、うっちー」という映画『ミッション:インポッシブル』からの替え歌を披露した。この歌は『日本シリーズ』でも披露している。
マスター（岡林 シンゴ）
演 - 佐藤隆太
木更津第二高校野球部OB。キャッツのファースト。草野球の背番号は「3」、怪盗団の背番号は「5」（飲み屋の営業時間が朝5時までであることから）。
「野球狂の詩」という飲み屋を経営。「ゴジラ焼き」（ゴーヤーを焼いたもの）「衣笠定食」（広島東洋カープにちなみ、鯉の煮物をメインにした定食）等の野球に例えたメニューが多いのが特徴。細かいことは気にしておらず、オジーにタダ酒を飲ませている。
爆発頭が特徴。高校の先輩である妻のセツ子を「先輩」付けで呼んでいる。仲間と女遊びなどの話をしているとセツ子が「あんたぁ！」と咎め、マスターが「愛してるよ」と返すお決まりのやり取りがあり、尻に敷かれている。たびたび1人でハイテンションになって大騒ぎし始めるため、バンビから「マスターうるせぇ！」と言われたこともある。電話をする際に「テルテルテレホン」と言う口癖がある。
わりとちゃっかりした性格で、常に火の粉のふりかからないポジションにいる。そそっかしいせいで凡ミスが多く、慌てると突拍子もないことをしでかして事態をこじらせることがある。吸っている煙草の銘柄はホープ。
アニ（佐々木 兆）
演 - 塚本高史
木更津第二高校野球部OB。キャッツのサード。草野球の背番号は「5」、怪盗団の背番号は「777」（ギャンブル好きであることから）。「兆（きざし）」という名前は最終回のエンドクレジットで発覚したが、後の映画2作では仲間から正しく呼んでもらえていない。
実家は写真館（佐々木写真館）。金髪とボーダーシャツが特徴。優秀すぎる弟・純を持ったせいで（無職のせいもあるが）両親からは疎まれ、食事まで差別されている。周囲からは純の兄としか見られず「アニ」というあだ名もそこからついた。純との関係もギクシャクしているが、後に猫田から後任監督を打診されたぶっさんがアニに譲ったことで野球部監督に就任し、以後は多少関係が改善している模様。
典型的なニートで暇をもてあまし、ギャンブルばかりしている。ひがみ根性が強くキレやすい。自他共に認める“バカ”で日本語の使い方を頻繁に間違えたり、空気が読めないせいで事態をややこしくする。だが、泥棒の際は作戦の立案や手順決めを担当することも（そして失敗することも）ある。
ルックスは良いのでモテないこともないが、バカが災いして女性と2度目の関係を持ったことはない。また他のメンバーは全シリーズ中で特定の交際相手がいた時期があるが、アニだけは相手がいなかった。さらには小峰社長に目をつけられ、2度も犯されそうになったことがトラウマになっている。
吸っている煙草の銘柄はラッキーストライク・メンソールだが、ドラマ版当時は演者の塚本が未成年だったため、禁煙中という設定で喫煙シーンは無い。

### 野球関係者
猫田（猫田 カヲル）
演 - 阿部サダヲ
木更津第二高校野球部OBで野球部監督。草野球の背番号は「4」。キャッツのキャプテンで、ぶっさん不在時はキャッチャーを務めるがバンビの投球をマスクで受け、バンビの不在時はピッチャーを務めるものの2回で10失点している。キャッツアイからは陰で、山口からは直接「ドラ猫」と呼ばれることがあり、嘘をつくとねずみ顔になる癖がある。
上にへつらい下にキビシい小心者。普段は先輩である山口の保険代理店を任されており悪巧みに利用されるパシリだが、失敗してしょっちゅうシバかれている。第1回ではモー子と交際していたが、車を失うとすぐにフラれている。
3年前の県大会決勝では、最終回一打逆転サヨナラ優勝の場面で猫田がミスで出したスクイズのサインを3塁ランナーのぶっさんが忠実に実行し、バッターのバンビがサインを見落とした結果ぶっさんがタッチアウトになり敗退。猫田が自分のミスを棚に上げて責任をぶっさん一人に押し付けて殴ったために、謝れなかったバンビとぶっさんの関係が悪化する羽目になった。また、その件を含めた数々の横暴が原因で少なからずぶっさんたちから恨まれており、それが第1回での猫田のキャデラックを盗む＝怪盗団結成へと繋がった。
第5回でトルエンの密売事件にオジーを巻き込み、報酬として野球を教えた結果オジーの記憶が戻るきっかけとなる。その後オジーを襲った悲劇に責任を感じ、仇討ちによる暴行傷害事件を起こして収監される。
収監後はレンタル店のアダルトビデオに重要な事実を告げる映像を上書き録画してキャッツアイに的確なアドバイスをするなど、なぜか「いい人」になった。最終回では、山口が保釈金を支払ったことにより危篤状態のぶっさんのもとに駆け付けた。
山口
演 - 山口智充（DonDokoDon）
木更津第二高校野球部OB。草野球チーム・京極会のエース。
普段は保険代理店業「ニューエイジファイナンス　たんたん保険」を営む人情派ヤクザで、房総京極会の若頭。大のものまね好きで多数のレパートリーを持ち、ものまね教室で講師のバイトをしている。元はオジーの2学年下の野球部員で、オジーのことを「小津先輩」と呼び当時から現在に至るまでとても尊敬している。現在の野球の腕前は下手の横好きで、1イニング15点失点するほどのヘボ。
猫田とツルんで毎度金儲けを企む。本人は先見の明があると信じているが、どこかズレている。気前と面倒見が良く意外なほど人望があり、ものまね講師をしていることもあってヤクザでありながら市民に親しまれている。過去の出来事や裏社会などの様々な事情に通じており、キャッツアイに様々な情報をもたらす。
オジー（小津 裕次郎）
演 - 古田新太
アルコール中毒のホームレス。トレードマークは青いスキー帽。駅前駐車場に止めたバンで寝泊まりしている。その笑顔がなぜか人を幸せな気分にすることから「木更津の守り神」と呼ばれている。朝が好きで起床時は元気に「朝だよー!!」、反対に夜は嫌いなため泣きながら「夜だよ〜」と叫ぶ。大のビール好きで、「野球狂の詩」ではタダでビールサーバーに口をつけて飲んでいる。ローズのファンで、木更津ホールにもよく入場している。
実は木更津第二高校野球部OBで、エースであり県内一の速球王だった。2年後輩の山口からとても慕われる人格者だったが、秋季大会の決勝戦で頭部にピッチャーライナーの直撃を受け、起き上がってマウンド上で裸になるという奇行に及んだために野球界から追放される。その後は記憶が戻るはことなく、前述のような知的障害を思わせる言動へと変貌してしまい、両親からも見捨てられた。
キャッチャーだった双子の兄・慎太郎がいたが、高校時代にオジーの才能に嫉妬した先輩のイジメで野球部を追われた後、髪を金髪に染めて非行に走り、トルエンの密売に絡んで殺された。死んだ兄の特徴だった金髪がトラウマで、第5回で兄のことなど記憶を取り戻しつつあったところにぶっさんに金髪に染めてもらったことが引き金となり、過去の痛ましい記憶までも取り戻してしまう。
トルエンの取引をしている暴走族からバイクを盗もうとしたキャッツアイのメンバーが族に見つかり逃げ出す中、金属バットを手に族の前に現れ全員を叩きのめす。しかし、兄の復讐を果たそうとして黒幕のシガニー小池に返り討ちにされ死亡してしまう。
死後はキャッツアイがシガニーから盗んだサファイアの売却資金で石像を建立。死後もなにかと気に掛けるぶっさんに“死者の声”としてアドバイスを送り続けた。
第4回に登場するマスターの義姉・ナオミとは同級生で、彼女と演じたマクベスを再現するシーンや、やっさいもっさいについて解説するシーンではスラスラと話し少しまともな状態になっていた。
『日本シリーズ』では生き返ったかに思われたが…。『ワールドシリーズ』ではぶっさんと共に黄泉がえり、「ピッチャーとしてマウンドに立ち、バッターとしてホームランを打つ」という心残りを果たそうとする。
男の勲章・店長（帯谷）
演 - 嶋大輔
暴走族の溜まり場となっている「男の勲章」という喫茶店の店主。草野球の背番号は「9」で、うっちーが不在の際にショートの助っ人を務めるが、ファーストゴロを全力で取りに行くなどセオリーをまるで理解しておらずキャッツを悩ませた。
リーゼントヘアがトレードマークで、登場シーンでは演者の嶋の代表曲である「男の勲章」が流れる。第4回で「帯谷」という苗字が明らかになっているが、読み方は不明。
見た目に反してかなり気の良い人物で、至急大金が必要なキャッツアイに10万円もの金を貸したり、アニにギターを貸したり、前述の通り野球の助っ人に来てくれたり、『ワールドシリーズ』ではある事情から店を改装したり球場造りを手伝いに来てくれたりと男前。だが怒りっぽい面もあり、竹田巡査を含めた警察官に何かと突っかかったり、地上げ業者が店に来た際には「ツッパることが男のたったひとつの勲章なんだ！」と言い腕ずくで追い返した。
ローズのファンなのか、第4回では「ミスター木更津コンテント」のグランプリ賞品にローズとのキスがあることを知り参加している。昔バイクでアメリカ横断をした記念にエルヴィス・プレスリーが全米ツアーで実際に使用したというギターを100万円で購入したが、家に忍び込んだうっちーのドジで真っ二つに割られてしまい、バンビがコンテストで優勝した際の賞金100万円が弁償に充てられた。
犬島くん（猫田の後輩）
演 - 中村獅童
第7,8回のみ登場。草野球の背番号は「4」（不在の猫田と同じ背番号で代理の意味）。左投げ左打ち。
髪の毛もマユゲも全ての毛を剃り上げており、時々ヤスリを取り出して歯を削るなどして威嚇する。キャッツのメンバーだけでなく、アニの代理で木更津第二高の監督を務めた際には相手チームをもビビらせた。バッターボックスではストライクゾーンに身を乗り出し、ぶつけられると乱闘騒ぎを起こすなどしていた。
猫田曰く「野球は下手だけど根は良い奴」とのこと。怖い顔に似合わず律儀な性格らしく、猫田から代役を頼まれて助っ人として来たものの、なにをどこまでやったら良いか分からなかったようで、誰もいないグラウンドで一人で練習を続け、守備位置で構えながら目を開けたまま寝るなどしていた。
ぶっさんやアニからは名前を「イナヅマさん」と間違えられ、「犬島だぁ」と訂正するやり取りが見られる。
森山
演 - 森山直樹
草野球の背番号は「10」。ただし、ワールドシリーズの公式メモリアルブックでは「センター森山」と紹介されており、猫田からもそう呼ばれている。
キャッツ唯一の小学生。ドラマ版では第1回の試合で登場し、その後は練習風景の他にミスター木更津コンテストの出場者としても登場した。
『日本シリーズ』では、ベンチにいるぶっさん・アニ・マスターを差し置いて先に代打指名された。『ワールドシリーズ』では球場造りを手伝いに来る。
リトル山田
演 - 妻夫木聡
第9回（延長10回）のみキャッツの一員として参加。キャッツアイメンバー（うっちーを除く）の中学時代までの同級生で、同じ野球部に所属していた。
幼い頃、実力的に数段上だったぶっさんと「どちらかが甲子園に行ったらなんでも言う事を聞く」「甲子園に行った方が土を持ち帰る」という約束を交わしていた。中学時代はぶっさんの控えのキャッチャーでパシリだったが、高校では木更津第二高が県大会決勝で敗退したのをよそに、推薦で大阪の名門校に進学していた山田は甲子園出場を果たす。ドラフト4位で横浜ベイ・クルーズに入団し、正捕手ではないものの63試合に出場し打率.325を記録。プロにしては背が低いという理由で「リトル山田」と呼ばれている。
球団オーナーの孫娘と結婚する予定なのだが、「夜のバットは10割近い」らしくキャンプ中にはっちゃけてしまい、女遊びの証拠写真や元カノの売名ヌード写真など複数のスキャンダル流失を恐れて偶然都内で再会したキャッツアイに回収を依頼した。スターダムを駆け上ったことでかなり嫌味ったらしい性格になっており、胡散臭いエセ大阪弁で話す。
ラストに映る新聞記事で、オーナーの孫娘とは3ヶ月で離婚したことがわかる。

### その他のメインキャスト
モー子
演 - 酒井若菜
ぶっさんたちの同級生。鼻にかかった声でしゃべるのが特徴。クラスで一番のバカで、誰とでも寝る尻軽女と思われている。キャッツアイのメンバーからは挨拶がわりに「ヤらせろ」「ヤっちゃうぞ」と言われている。
第1回では車を持っていることを理由に猫田と付き合っていたが、実は昔からぶっさんのことが好き。ぶっさんとは木更津への地元愛が強く東京アレルギーという共通点も持つ。
バンビから思いを寄せられるが空回りが続いてしまい、交際を始めた後もぶっさんと一線を越えそうになるが、「実は処女」であると告げたところ拒絶された上に「もうすぐ死ぬ」と打ち明けられてしまう。傷心して歩いているところをAV女優にスカウトされ、東京で撮影に及びそうになる窮地をバンビに救われた後にようやく結ばれた。その際、夜景が綺麗だということで停泊していた船に勝手に入り込んで事に及んだのだが、そこはうっちーの自宅だった。
プロオカリナ奏者の父を持ち、本人もオカリナが特技。ドラマ内における「赤い橋をおんぶして渡るとその男女は結ばれる」という伝説の考案者。木更津にスターバックスが欲しいと願っている。そのキャラクター性により周囲からバカ扱いされているが、冷静な時は非常に的確なツッコミやアドバイスをする。
美礼先生（浅田 美礼）
演 - 薬師丸ひろ子
木更津第二高校で古文を教えている。ぶっさんたちの恩師。国語教師でありながら着用している白衣は、大学時代に共に教員を目指しながら志半ば病に倒れた先輩から譲り受けた物。裕福な家庭の一人娘でいまだ独身。家には白い鳩が寄り付いており、巣箱を作ったり伝書鳩のように使役している。
教え子たちから慕われていたが、ぶっさんたちの卒業後に生徒たちとの間に溝が生じてしまう。そのことを相談した教頭から好意があると勘違いされてストーカー被害を受け、センバツ出場前の不祥事を避けたい学校側が事実を隠蔽。しびれを切らして学校に爆弾を仕掛けるが、偶然にもぶっさんの活躍で事なきを得た。
生徒、教頭、学校の間で板挟みになったことで精神的に不安定になり、生徒たち（特にギャル3人組）からバカにされるごとに手帳に「殺」の字を1画ずつ書き、10画で完成すると「復讐」と称してイタズラを繰り返し慰めにしていた。ところが、下駄箱にカエルを入れようとしているのを目撃した純に大声でバラされてしまい、美礼を辞めさせたくない教頭の思惑により処分保留のまま休職することになる。その後は人間不信になった上に家が騒音や落書きなどの被害を受けひきこもりとなってしまうが、そんな窮地をぶっさんに救われる。
実は氣志團の恩師で、復帰後にそのことを知った氣志團ファンのギャル3人組と逆に仲良くなり、教頭がいなくなったこともあり心の平穏を取り戻した。その後はぶっさんのことを心配し、デートをしたりアサリとの恋路を阻もうとする。
その場凌ぎのデマカセで周囲を振り回す悪いクセがある。また、天然でサラっとヒドいことを言う。
教頭
演 - 緋田康人
木更津第二高校の教頭。
生徒指導に悩む美礼から相談を持ちかけられ、「教頭ぐらいしか話を聞いてくれない」「また相談に乗って欲しい」と言われたことがきっかけで好意があるものと勘違いしストーカー化してしまう。教頭という立場を利用して自らが行った美礼への辱めをもみ消すなど、卑劣極まりない行為の数々により彼女を人間不信に追い込んだ。
実は彼自身、妻からの深刻なDVに悩んでおり酷く心を病んでいた。美礼とぶっさんに全てを打ち明けた後は突然離婚して転居し、木更津から姿を消す。
ミー子
演 - 平岩紙
第3回から登場。初めにうっちーの妄想上の銀行員として登場し、その後に合コン相手として現実に現れる。うっちーを誘い関係を持つが、実は小峰社長が経営するデートクラブの従業員で、うっちーがそこから救い出そうとしたことでほだされて交際がスタートする。
普段はモー子とともに行動をしていることが多い。
佐々木 純
演 - 成宮寛貴
木更津第二高校2年生にして野球部のエース。アニの弟。プロのスカウトから注目を浴びる学校一の期待の星。上下関係に厳しい野球部員らしく、先輩であるぶっさんたちへの態度は従順。
自分の才能や待遇にやっかむアニとの関係がうまくいっていなかったが、アニが野球部の監督に就任し少しは頼もしい姿を見せるようになったことで関係も僅かに修復した。
『日本シリーズ』では千葉ロッテマリーンズに入団したことが語られ、『ワールドシリーズ』ではアニが店頭でプレイするゲーム「プロ野球スピリッツ3」の収録選手として登場（実況からフルネームを呼ばれている）しており、いずれも本人は登場しない。
アニの父
演 - 下村彰宏
「佐々木写真館」の店主。息子たちの晩御飯を歩合制とし、純にはステーキを含めた豪勢な料理を出す一方で、働いていないアニに対してはコロッケ1つとするなど妻とともに露骨に差別する。
公助とローズが結婚写真を撮りに遅い時間に来た際には、「こんな面白い物を撮れるなんて写真屋冥利に尽きますよ」と言って快く受け入れていた。『日本シリーズ』のラストでは再び田渕家の様々な写真を撮影している。
岡林 セツ子
演 - 須之内美帆子
マスターの妻。高校時代の先輩にあたり、夫からも「先輩」と呼ばれており尻に敷いている。3人目の子供を妊娠中。「野球狂の詩」にいる時はキャッツアイの会話にほとんど入って来ないが、マスターが浮ついた発言をすると「あんたぁ！」と大声で咎め、「愛してるよ！」と言わせるのが常。姉に元女優で盗癖持ちのナオミがいる。
竹田巡査（竹田一郎）
演 - 三宅弘城
第1回では高校の校庭に忍び込んだキャッツアイを捕まえたり、第3回では公助の情報を元に小峰社長一味の逮捕に貢献したりと度々登場する。自分が警察官であるという自覚に乏しく、制服姿のままアダルトビデオのレンタルをしたりと不謹慎な言動が多い。ミスター木更津コンテストに応募しており、面接ではバク転を披露した。
五十嵐 イチコ / ひとみ / ちはる
演 - 細野佑美子 / あじゃ / 柴山香織
木更津第二高校のギャル3人組。美礼に怒鳴り散らしたり授業をボイコットしたりと、事ある毎にバカにしては彼女のストレスの元凶になっていたために「復讐」される。第2回では、うっちーにミニモニ。の「ミニモニ。テレフォン! リンリンリン」を歌わされる。
3人とも氣志團の熱烈なファンで、美礼が行った進路調査の際に大量の氣志團グッズを広げて見せつけている。木更津で氣志團のライブが行われた際に、イチコが「結婚する」と語るほど好きな綾小路翔が「俺達が最も尊敬する高校時代の恩師の美礼先生が来ている」と発言したことを受けて悪態をつくのをやめ、その後は美礼にメイクを教えるなど関係が良好化している。
『日本シリーズ』には登場しないが『ワールドシリーズ』には3人揃って登場、黄泉がえったオジー（とぶっさん）を見て驚愕し、オジーのズボンの中を見てはしゃいだり、2人でいい感じになっているぶっさんと美礼をからかっていた。
2代目・木更津ローズ
演 - 森下愛子
木更津のストリップ劇場「木更津ホール」の看板ストリッパー。キャッツアイのメンバーからは「ローズ姐さん」と呼ばれている。「ノルウェーの金髪美女のラストステージ」などと謳って自身が金髪のウィッグを被って出演するなど、巧みに客寄せをしている。第4回では、ミスター木更津コンテストの審査委員長も務めた。公助が「木更津の男たちが性犯罪に走らないのはローズさんのおかげ」と評するほどに慕われていたが、ヘルニアと年齢が原因で強制的に引退させられた。それがきっかけで公助と結婚し、ぶっさんの義母となる。以後はぶっさんのことを「公平君」と呼び、「お母さん」と呼んで欲しいと言うがなかなか呼んでもらえない。
普段は下ネタ絡みの発言が多く奔放な面を窺わせるが実はしっかり者で、結婚後はバーバータブチで働いており公助がわからなかった替えのドライヤーの置き場所を知っていたり、ぶっさんが行方不明になった際や『ワールドシリーズ』の回想シーンでのぶっさんの危篤に際しては毅然としていた。
ドラマ上では、後述する氣志團メンバー6名全員の母親でもある。『日本シリーズ』で公助の子を出産する。
田渕 公助
演 - 小日向文世
ぶっさんの父親。バーバータブチを経営しているが理容師免許は持っておらず、亡くなった妻の免許で営業している。腕前は壊滅的に下手くそではあるが、息子のフォローでどうにか経営している。
男手一つで育てたぶっさんからはなぜか「公助」「お前」呼ばわりされており、逆に息子のことは「公平君」と呼んでいる。
実は強い絆で結ばれた親子。息子の体調を誰より心配し、こっそり美礼に相談していたほど。そんな父だけにぶっさんは余命半年であることをなかなか言い出せず、薄々何かあると気付いている公助は不安を紛らわせるためにものまね教室にのめり込む。第3回では口が軽いアニのせいで息子の余命を知ってしまうが、ショックや悲しみ、気まずさなどを隠すようにぶっさんとアニの前で和田アキ子のものまねで「あの鐘を鳴らすのはあなた」を熱唱する。第5回でぶっさんが睡眠不足で倒れ病院に運ばれた際には、抜け出させるために身代わりを引き受けるなど親バカぶりを発揮する。
恋愛に関してはノリと勢いで、強制引退が決まって嘆くローズを一時の性欲から押し倒そうとし、さらには勢いで再婚してしまう。第3回で息子のものまねをし始めた頃から、都合が悪くなると逆ギレして「うぜーよ」など若者言葉を使うようになる。ぶっさんの母の写真などは残っておらず、母親の顔を見たことがない（覚えていない）ぶっさんから尋ねられると「写真には写らない美しさがあるんだよ」と誤魔化している。肝心なことをすっかり忘れていたりするなどちゃらんぽらんで、こうした欠点がぶっさんにもしっかり受け継がれている。
『日本シリーズ』ではローズとの間に第2子となる平助が産まれる。『ワールドシリーズ』では黄泉がえったぶっさんの姿が唯一見えず声も聞こえなかったが、その理由はクライマックスで明かされる。

### ゲスト
2回
中年男
演 - きたろう
山口から拳銃を盗み出し、紆余曲折を経て木更津のパチンコ景品交換所を襲撃した。
3回
哀川 翔
演 - 哀川翔 本人役で出演（後に5回、日本シリーズでも登場）
3回では『ヤクザ球団』というドラマ内映画の出演者として登場する。
5回で釣りのために木更津を訪れ、キャッツアイに釣れるポイントを教えてもらうために声をかけたところ歓待され、キャッツと野球対決をすることを約束した。
折角の試合は町の皆が楽しみにしていた先発予定のオジーが現れないことによりお流れとなってしまうが、試合中止を申し入れたぶっさんの友情と男気に惚れ込みなにかと力を貸すようになる。
「ヤクザ球団」は本人が気に入っておらず、出演作品の中で唯一ソフト化されていないという設定。「カタギに俺の球が打てるか!」という決め台詞がある。
小峰社長
演 - ケーシー高峰（後に『日本シリーズ』でも登場）
海苔とハマチの養殖をしている「ダイコウア物産」の社長。木更津一の高額納税者で男色家。目をつけた美男子を手に入れる為ならば手段を選ばず、自身が経営する雀荘でイカサマ麻雀により嵩んだアニの借金を肩代わりする代わりに慰み者にしようとした。他にも違法デートクラブやサラ金、スナックなど手広く経営しており、「借金のカタに負債者を家族と共にマグロ船に乗せた」など数々の悪い噂がある。
劇中のセリフには演者のケーシーの定番ネタが随所に見られ、医学用語（サモ・ハン・キンポー）も披露している。
『日本シリーズ』に登場するジョージ村田をたびたび誘拐して、悪の道に引きずり込み人生を狂わせた張本人。
名画座・館長
演 - 谷津勲
木更津にある映画館「名画座」の主人。ソフト化されていない『ヤクザ球団』を上映していたが途中で30年物の映写機が壊れてしまい、修理用の部品が無く買い替えには100万円以上の金がかかるということで休館を決定する。だがキャッツアイの活躍（？）で新しい映写機が導入され、『ヤクザ球団』を最後まで上映し涙を流していた。
4回
マスターの義姉・ナオミ
演 - 増田惠子
元女優。金や生活には不自由していないが、ストレスから深刻な盗癖を抱えている。
町の至るところで泥棒を働き、「木更津のキャッツアイ」を名乗っていた。スナック菓子、家電機器のリモコンや土産物、安価な絵画といったしょうもないものを盗む。特に、どの家庭でも必ずリモコン（もしくはゲームのコントローラー）を盗んでいる。
オジーとは同級生で、高校2年生の時に告白している。文化祭では一緒に「マクベス」を演じた。
泥棒の際にはキャットウーマンの扮装をする。
5回
ダニー・ケニー・トニー
演 - スチャダラパー（後に6回でも登場）
ダニーをANI、ケニーをBOSE、トニーをSHINCOが演じている。シガニー小池の従弟であり手下で、非合法の精力増強剤やトルエンの運び屋をしている兄弟。猫田との合言葉は、ホテル三日月のCMソング。6回で、ダニーとケニーはオジーの仇討ちとして猫田にボコボコにされる。
6回
シガニー小池
演 - ピエール瀧
盗品の宝石に偽の鑑定書を付けて横流ししたり、トルエンなどの違法薬物を卸すチンピラ。過去には取引に絡んでオジーの兄を殺害し、記憶を取り戻して復讐しようとしたオジーまでも殺害した。インチキ音楽プロデューサーでもあり、音痴な愛人である歌田光子（うただ ひかりこ 演：矢作美樹）に高価なサファイアを着けて歌わせるディナーショー兼オークションを開催し、お客から金を巻き上げている。
7回
氣志團
演 - 氣志團 本人役で出演（後に『日本シリーズ』でも登場）
うっちーがローズの下着を奪い取った早乙女を追い回し、逃げ込んだライブハウスで氣志團の公演があることを知り、仲間を誘って観覧に訪れる。
本作では全員が木更津の「甘えん坊ハウス」という施設で育った、ローズの種違いの息子（兄弟）という設定になっている。甘えん坊ハウス存続のために給与の大半を注ぎ込んでいたはずが、実は事務所の社長に搾取されておりハウスには支払われていなかった。法人税の滞納で立ち退きの危機にある甘えん坊ハウスを救うために、山口に自分たちの学ランの第2ボタンを担保に2000万円を貸してくれと要求する。
メンバーの中で少なくとも綾小路翔は美礼の教え子で彼女のことをリスペクトしており、ライブで再会し「翔やん」と呼ばれた際には恍惚の表情を見せていた。
本編では触れられていないが、シナリオ本では氣志團メンバー各々に以下の設定が与えられていた。
- 綾小路翔 - 某デパートの社長（綾小路茂）の息子
- 早乙女光 - 県会議員（早乙女満）の息子
- 西園寺瞳 - 西園寺財閥の御曹司
- 白鳥雪之丞 - 白鳥グループの息子
- 白鳥松竹梅 - 同じく白鳥グループの息子で、雪之丞とは兄弟
- 星グランマニエ - 某国皇太子の息子

『日本シリーズ』では地上げの危機にある甘えん坊ハウスを新設するために「FUJIみ ROCK FESTIVAL」 の開催をキャッツアイに持ちかける。
加藤 鷹
演 - 加藤鷹 本人役で出演
モー子がAVデビューしかけたときの相手役。
バンビが窓の外からスタジオに投げ入れたボール（硬球）がヒットしKOされるが、逃げ出して木更津に急ぐ2人を自らの車で送り届ける気前の良さを見せる。そのテクニックによりキャッツアイからリスペクトされている。
8回
観月 アサリ
演 - YOU
自分のアパートに男を引っ張り込み、口から出任せの身の上話を聞かせて金品を巻き上げる魔性の女。病院で看護師に成りすましたり、キャバクラ嬢だったり、わくわく市場で働いていたり、さらにはローズの後釜の3代目として木更津ホールに出演するなど様々な場所に出没している。なぜかローラースケートを履いている。ぶっさんはデリヘル嬢としてやって来たアサリを即座に「チェンジ」したが、公助がバーバータブチの従業員として雇い入れ、両親の新婚旅行の間に二人きりで過ごしたことから次第に魅入られてしまう。
ぶっさんのことを何度も「公助さん」と呼び間違え、「ぶっさんで」と言われると「べーさん」からついには「べーやん」と呼び始める。そして「女の子にプレゼントをしたことがない」と言うぶっさんに、「興総建設の社長室にあるオルゴールが欲しい」とお願いする。
うっちーの父
演 - 渡辺いっけい（後に『日本シリーズ』、『ワールドシリーズ』でも登場）
第8回からの登場。実はCIAの諜報員（スパイ）で、不審船を見張ることが仕事だと最終回でうっちーが明かした。セーラースタイルで双眼鏡を手にした怪人物。家（船）では家族全員が英語で会話しており、好物はカニ。樽でバーボンを自作している。片言だが日本語も話すことができる。
『日本シリーズ』ではゴミによる海洋汚染を嘆いており、突如出現した怪獣ゴミンゴの生態に詳しいなどさらに謎の存在。『ワールドシリーズ』では行方不明の息子のことをキャッツの仲間に尋ねるも無視されてしまう。
うっちーの母
演 - 宮地雅子（後に『日本シリーズ』でも登場）
家に来たぶっさんを夫とともに手厚くもてなす。不在時に家に忍び込んだバンビとモー子の初体験が終わるのを外で待ち、子供たちから何をしているのか問われ「子供は知らなくていいの」と答えていた。
9回（最終回）
安住アナ
演 - 安住紳一郎 本人役で出演
本人が司会を務める、さんまのSUPERからくりTVの人気コーナー「サラリーマン早調べクイズ」を、ドラマの中でそのまま行った。解答者となったうっちーのことを酔っていると勘違いする。リトル山田からの依頼で盗んだとあるビデオテープをぶっさんが車から投げ捨てたところ、安住の頭に当たる憂き目に遭ってしまう。

## スタッフ

### 製作スタッフ
- 脚本 - 宮藤官九郎（大人計画）
- プロデューサー - 磯山晶（TBSエンタテインメント）
- 演出 - 金子文紀（TBSエンタテインメント）、片山修（泉放送制作）、宮藤官九郎
- 音楽 - 仲西匡 / 山川恵津子
- 主題歌 - 嵐「a Day in Our Life」(ジェイ・ストーム)
- 音楽プロデューサー - 志田博英
- 音楽協力 - 溝口大悟（日音）
- 編成 - 那須田淳
- プロデューサー補 - 木村政和、井上敏史
- 演出補 - 坪井敏雄（3話 - 9話 / 泉放送制作）、高成麻畝子（1話、2話、9話 / TBSエンタテインメント）、白石達也、田中大二朗、利光佐和子
- 番組宣伝 - 青山仁美（1話、3話、5話、7話、9話）、藤田千春（2話、4話、6話、8話、9話）
- 記録 - 大蔵堯子（1話、2話、5話、7話、9話）、金子洋子（3話、4話、6話、8話、9話）
- 製作担当 - 花山信大
- 製作主任 - 萩原満、真野清文、二唐研一、阿部隆
- 番組デスク - 小澤通子

### 技術スタッフ
- 技術 - 金澤健一
- 撮影 - 山中敏康
- CA - 長浜誠
- 映像 - 木部伸一郎
- 照明 - 田淵博、岩岡正、佐々木秀仁、遠藤和俊、渋谷康治
- 音声 - 下村晴之、植村貴弘、渡辺学、小岩英樹、藤本真人
- 音響効果 - 亀森素子
- 編集 - 新井孝夫、米山美由紀
- 編集デスク - 青沼邦治
- VTRデスク - 野田賢一
- 技術デスク - 亘良作
- マネジメントデスク - 海本直子、倉本紀彦

### 美術スタッフ
- 美術プロデューサー - 石田道昭
- 美術デザイン - 永田周太郎
- 美術制作 - 岡嶋宏明
- 装置 - 熊野憲治、工藤健太郎、杉谷優樹
- 装飾 - 藤田明伸、田中裕久、山田孝太郎、上原一晃
- 電飾（イルミネーション） - 三沢康明
- 建具 - 宇野景治郎
- 植木装飾 - 宍戸康文
- 生花 - 遠山徹
- 衣裳 - 野中秀俊、小木田浩次、遠藤和己
- 持道具 - 小沢友香
- ヘアメイク - 藤井裕子、小泉尚子、伊藤杏奈、中田マリコ

### ロケ地
- 木更津市 - 千葉県木更津市
- 木更津総合高等学校 - 木更津総合高等学校
- 袖ケ浦市 - エンディングの野球場（劇中でも使用） - 袖ケ浦市営球場
- 木更津富士屋季眺 - 小峰社長自宅

## 放送日程
| 各話                                                        | 放送日        | サブタイトル           | 演出       | 視聴率 |
| ----------------------------------------------------------- | ------------- | ---------------------- | ---------- | ------ |
| 1回表/裏                                                    | 2002年1月18日 | 怪盗団参上!!           | 金子文紀   | 13.4%  |
| 2回表/裏                                                    | 2002年1月25日 | チャカ奪回作戦         | 金子文紀   | 10.0%  |
| 3回表/裏                                                    | 2002年2月01日 | 僕の息子が死ぬ!?       | 片山修     | 09.8%  |
| 4回表/裏                                                    | 2002年2月08日 | 町で一番の色男         | 片山修     | 11.3%  |
| 5回表/裏                                                    | 2002年2月15日 | 俺もうマジ死んでもいい | 金子文紀   | 08.5%  |
| 6回表/裏                                                    | 2002年2月22日 | さよなら小津先輩       | 片山修     | 07.8%  |
| 7回表/裏                                                    | 2002年3月01日 | 最初で最後の夜!        | 宮藤官九郎 | 09.7%  |
| 8回表/裏                                                    | 2002年3月08日 | 俺のハートが盗まれた   | 片山修     | 08.6%  |
| 9回表/裏                                                    | 2002年3月15日 | 俺まだ死ねねえや       | 金子文紀   | 11.7%  |
| 平均視聴率 10.1 %（視聴率は関東地区・ビデオリサーチ社調べ） |               |                        |            |        |

## 映画化
2003年に『木更津キャッツアイ 日本シリーズ』として映画化された。11月1日から渋谷シネマライズ、木更津東映のみ先行公開、11月15日から池袋シネマサンシャイン他全国順次公開され、動員120万人興行収入15億円の大ヒットを記録。先行上映した渋谷シネマライズの劇場前売り10,111枚、劇場初日・2日目動員（2館 6,262人）&日計（2館 8,285,600円）の記録は未だに破られていない。
2006年10月28日に映画版第2弾（完結篇）として『木更津キャッツアイ ワールドシリーズ』が公開され、物語は完結を迎えた。さらに、同年10月25日には"木更津キャッツアイfeat.MCU"として、CD『シーサイドばいばい』をリリース。

## 受賞
- 第32回ザテレビジョンドラマアカデミー賞[2]
  - 脚本賞（宮藤官九郎）
  - 監督賞（金子文紀、片山修、宮藤官九郎）
  - キャスティング賞
  - タイトルバック賞（片山修）
- 第53回（平成14年/2002年度）芸術選奨新人賞 放送部門[3]
- 木更津市市民栄誉賞（平成18年/2006年11月23日）[4]。

## エピソード

### 作品について
- 2006年、木更津市より木更津キャッツアイに市民栄誉賞が贈られた[5]。
- 本作の元ネタは脚本の宮藤が1995年に劇団大人計画にて作・演出をした舞台『熊沢パンキース』である。この芝居は2003年にキャッツ人気を受けて『熊沢パンキース03』として再演もされている。
- 当初、ドラマのタイトル候補には木更津以外に「西船橋キャッツアイ」や「春日部キャッツアイ」というものもあり、猫田役の阿部サダヲの出身地でもある松戸市を舞台にする案もあった。
- キャッツアイのメンバーは、『池袋ウエストゲートパーク』スペシャル「スープの回」にワンシーンのみ登場している。
- 続編について宮藤は、「木更津キャッツアイ ワールドシリーズ」の文庫本でプロデューサーの磯山晶との対談インタビューで「磯山さんがやるって言わないかぎり…」と言っている。
- 2014年12月、櫻井翔（バンビ）は自らが司会を務める『第65回NHK紅白歌合戦』の抱負として、岡田准一（ぶっさん）・薬師丸ひろ子（美礼先生）の3人が揃うことを楽しみと語った[6]。

### 木更津市において
- 第4回等で披露された木更津名物の踊り「やっさいもっさい」がこのドラマを機に有名となった。2010年代までは、毎年8月14日に行われるやっさいもっさい踊りには全国から集まったファンによる「木更津キャッツアイ連」が結成されていた。
- 木更津市内にある「中の島大橋」（別名：赤い橋）が、ドラマ内で作られた「男女がおんぶをして渡ると結ばれる」という「赤い橋の伝説」で有名になり、訪れるカップルが増えた。これらのことが理由となり、2010年にNPO法人「地域活性化支援センター」により、中の島大橋が「恋人の聖地」として千葉県内では3番目の聖地に認定された[7][8]（他の2つは鋸山をはじめとする富津市金谷周辺、京成バラ園（八千代市））。
- 2023年現在、ドラマで使用された実店舗のうち現存するのは、アニの家として登場した「佐々木写真館」（2023年当時は「ササキスタジオ」に屋号変更）のみである[9][10]。以下については2023年現在現存しない。
  - 「バーバータブチ」（ぶっさんの家）：撮影当時の空き店舗を借りたものであり、現存せず。
  - 「中込呉服店」（バンビの家）：撮影当時みまち通りに実在した「花沢京染店」を使用していたが、花沢京染店は後に閉業。
  - 「木更津ホール」（ローズが出演する劇場）：撮影当時の空き店舗を借りたものであり、現存せず。
- 脚本家の宮藤官九郎が木更津にスターバックスが無い[注 34]ことを知り、話の中でモー子が神社に行ったときに「木更津にスターバックスが出来ますように」とお願いさせた。そして、2007年7月14日に海ほたるパーキングエリア内にスターバックスが開店した（海ほたるPAは木更津市内）。また、2008年には木更津市ほたる野地区にも独立店が開店している。